# DJ Yella
Antoine Carraby — Більш відомий під своїм сценічним псевдонімом DJ Yella, репер, діджей, барабанщик, музичний продюсер, режисер з міста Комптон, США . Учасник груп World Class Wreckin 'Cru  і легендарної N.W.A

## Музична кар'єра
На початку своєї кар'єри репера був учасником гурту  World Class Wreckin 'Cru разом з Dr. Dre . Пізніше він став одним із засновників гангста-реп групи NWA . (разом з Dr. Dre, Arabian Prince, Ice Cube, MC Ren,  Eazy-E ).  За його участю вийшов дебютний альбом Eazy-E - Eazy-Duz-It та всі три альбоми NWA Він спродюсував дебютний альбом для JJFad та Michel'le, з Dre зробив свій внесок в альбом The DOC 'а 1989 року, "No One Can Do It Better ".  2006 — Джері Хеллер написав, що Дре та Yella працюють разом. Він засвідчив, що між парою немає ніякого взаєморозуміння, вони завжди працюють мовчки і ніколи не радяться один з одним. Yella залишався близьким другом Eazy-E і не переставав працювати в Ruthless Records після краху NWA. Він був продюсером такі альбоми, як "Not Just a Fad" (1990), "Are u Xpencienced" (1993) та два треки з альбому Eazy-E — "Its On". Він був єдиним членом NWA, який прийшов на похорон Eazy. У 1996 році Yella випустив свій дебютний альбом "One Mo Nigga To Go" записаний в Street Life Records, спільно з такими реперами, як Kokane, BG Knocc Out, і Dresta. Після цього альбому, Yella зробив перепочинок в музиці та почав довгу і успішну кар'єру творця порнофільмів. Yella приписував собі створення більш ніж 300 порнофільмів. Також DJ Yella є хрещеним батьком другого сина Eazy-E - Baby Eazy-E.
26 листопада 2011 року Yella повернувся до музики, розпочавши з роботи над новим  сольним альбом під назвою West Coastin '. Очікувана час виходу було призначено — літо 2012 року .
27 червня 2015 року на BET Experience 2015 року, в Лос-Анджелесі, Ice Cube, MC Ren і DJ Yella, через багато років, знову об'єдналися для виступу як група "NWA" та виконали свої класичні треки —"Straight Outta Compton", "Fuck The Police "," Alwayz Into Somethin ". На задньому плані можна бачити відео ряди, про злочини поліції або з фото оригінального NWA Примітно, що це перший спільний виступ Ice Cube та DJ Yella після 1989 року, тобто через 26 років. Ще одним треком був "Chin Check" (за участю Snoop Dogg'a).
15 серпня 2015 року вийшов фільм «Голос вулиць», де DJ Yell'у зіграв Ніл Браун молодший. На тлі інших учасників його зобразили менш агресивним .

## Дискографія

### Альбоми
- One Mo Nigga ta Go (Album) (1996)
- West Coastin '(Album) (Заплановано)

| Иноформация про альбом |
| --- |
| One Mo Nigga ta Go - Реліз: 26 березня 1996 - Позиція в чарті: # 82 US, # 23 Top R & B / Hip Hop - Сертифікат RIAA : Золотий |
| West Coastin ' - TBA |

### Сингли
- Slice / Kru Groove (1984)
- 4 Tha E (Remixes) (1996)
- Dat's How I'm Livin '(1996)

## Роботи
| рік                              | артист                   | альбом                                                               | роль                           | треки |
| -------------------------------- | ------------------------ | -------------------------------------------------------------------- | ------------------------------ | --- |
| 1984                             | Yella                    | "Slice" / "Kru Groove"                                               | виконавець                     | два трека |
| 1 985                            | World Class Wreckin 'Cru | World Class                                                          | вокаліст, драм                 | весь EP |
| 1986                             | World Class Wreckin 'Cru | Rapped in Romance                                                    | вокаліст                       | весь альбом |
| 1988                             | Eazy-E                   | Eazy-Duz-It                                                          | продюсер                       | весь альбом |
| 1988                             | JJ Fad                   | Supersonic                                                           | продюсер, мікс, бек вокаліст   | весь альбом |
| 1988                             | NWA                      | Straight Outta Compton                                               | продюсер, виконавець           | весь альбом |
| 1989                             | The DOC                  | No One Can Do It Better                                              | драм                           | "Comm. Blues "," Comm. 2 "і" The Grand Finalé " |
| 1989                             | Michel'le                | Michel'le                                                            | мікс                           | весь альбом |
| 1990                             | NWA                      | 100 Miles and Runnin '                                               | продюсер                       | весь EP |
| 1 991                            | JJ Fad                   | Not Just a Fad                                                       | продюсер                       | весь альбом |
| тисяча дев'ятсот дев'яносто один | NWA                      | Niggaz4Life                                                          | Продюсер, співавтор            | Весь альбом; співавтор "Real Niggaz Do not Die", "Real Niggaz", "She Swallowed It", "I'd Rather Fuck You" і "Approach to Danger"                                   |
| 1991                             | Yomo & Maulkie           | Are U Xperienced?                                                    | продюсер                       | весь альбом |
| 1 993                            | Eazy-E                   | It's On <s id="mwuw">(Dr. Dre)</s> 187 <sup id="mwvA">um</sup> Killa | Продюсер, співавтор            | "Still a Nigga" і "Gimmie That Nutt" (Співавтор обох пісень) |
| 1994                             | Bone Thugs-N-Harmony     | Creepin on ah Come Up                                                | продюсер                       | "Intro", "Foe tha Love of $ і" Moe Cheese " |
| 1 994                            | Menajahtwa               | Cha-licious                                                          | Продюсер і виконавчий продюсер | весь альбом |
| 1994                             | NWA                      | Az Much Ass Azz U Want                                               | продюсер                       | "High Timez" |
| 1 995                            | Eazy-E                   | Str8 off tha Streetz of Muthaphukkin Compton                         | продюсер                       | "First Power", "Ole School Shit", "Sippin on a 40", "Tha Muthaphukkin Real", "Lickin, Suckin, Phuckin", "Creep N Crawl", "Gangsta Beat 4 tha Street" і "Eternal E" |
| 1996                             | Yella                    | One Mo Nigga ta Go                                                   | Продюсер і виконавчий продюсер | весь альбом |